# U.S. Route 67
Pour les articles homonymes, voir Route 67.
La U.S. Route 67 (US 67) est une U.S. Route, longue de 2 511 km (1 560 miles). Elle est située dans le centre des États-Unis ; elle est axée sud-ouest–nord-est. Son extrémité sud est située à la frontière mexicaine à Presidio, au Texas. La route se continue au-delà de la frontière, après le franchissement du fleuve frontalier Río Grande, comme Mexican Federal Highway 16. Son extrémité nord est située à Sabula, en Iowa. La route se continue au-delà de son terminus nord comme US 52.
Elle franchit le Mississippi à deux reprises. Le premier franchissement se trouve au pont Clark, qui relie West Alton, Missouri à Alton, Illinois. À 390 km plus au nord, l'autoroute franchit à nouveau le Mississippi sur le pont du Rock Island Centennial Bridge, qui relie Rock Island, Illinois à Davenport, Iowa. 
L'autoroute franchit également le Missouri par le pont Lewis à quelques kilomètres au sud-ouest du pont Clark.

## Description du tracé
|       | mi    | km    |
| ----- | ----- | ----- |
| TX    | 766   | 1 233 |
| AR    | 325   | 523   |
| MO    | 201   | 323   |
| IL    | 212   | 341   |
| IA    | 56    | 90    |
| Total | 1 560 | 2 511 |

### Texas
La US 67 débute à Presidio comme prolongement de l'Autoroute fédérale mexicaine 16, à la frontière mexicano-américaine. Elle se dirige vers le nord en passant par Shafter et Marfa. À Marfa, elle rencontre la US 90 et forme un multiplex avec celle-ci jusqu'à l'est d'Alpine, où la US 67 se dirige vers le nord-est. À l'ouest de Fort Stockton, elle rencontre l'I-10 et forme un multiplex avec celle-ci jusqu'à l'est de cette ville. Elle se rend jusqu'à McCamey en multiplex avec la US 385 puis, elle continue seule vers l'est en passant par Rankin, Big Lake, Barnhart, San Angelo, Ballinger et Brownwood, où elle rencontre la US 377, qu'elle suit vers le nord-est jusqu'à Stephenville. À partir de Stephenville, elle continue vers l'est pour atteindre le sud-ouest de Dallas. 
Elle rencontre l'I-35E au sud du centre-ville de Dallas et traverse le sud de la ville, du sud au nord, en multiplex avec cette autoroute. À l'échangeur avec l'I-30, la US 67 change de direction et de multiplex; elle se dirige désormais vers l'est et le nord-est. Le multiplex avec l'autoroute se poursuit sur une longue distance en passant par Rockwall, Greenville et Sulphur Springs. À l'est de cette dernière ville, la US 67 quitte le tracé de l'I-30 mais lui est parallèle. La route passe par Mount Vernon, Mount Pleasant, Naples et Maud avant d'atteindre Texarkana. Elle traverse la ville, et, peu avant d'atteindre la frontière avec l'Arkansas, la US 82 rejoint le tracé de la route. Sur la frontière, c'est la US 71 qui rejoint la route.

### Arkansas
La US 67 entre en Arkansas à Texarkana. Elle quitte la ville vers le nord-est et suit l'I-30 sur toute la longueur de l'autoroute dans l'état. La US 67 passe par Fulton, Hope, Prescott, Gurdon, Arkadelphia et Benton, où elle forme un multiplex avec l'I-30 jusqu'à North Little Rock. 
La route entre au sud-ouest de Little Rock et contourne d'abord la ville par le sud. Lorsque l'I-30 / US 67 rencontre l'I-440 et l'I-530 / US 167, le multiplex original bifurque vers le nord, et la US 167 rejoint la route, jusqu'au terminus de l'I-30, à North Little Rock.
La route partage alors le tracé de l'I-40 sur une très courte portion de route ainsi qu'avec la US 167 sur une beaucoup plus longue portion. Le multiplex US 67 / US 167 constitue le tracé de la Future I-57, qui se terminera à Little Rock. Le multiplex s'étire jusqu'à Bald Knob et, après cette ville, la US 67 poursuit seule son tracé vers le nord-est de l'état. Elle passe par Newport et Walnut Ridge. Tout le segment compris entre North Little Rock et Walnut Ridge est en configuration autoroutière. Après Walnut Ridge, la US 67 emprunte un tracé rural à deux voies. Elle se rend à Pocahontas, où elle est rejointe par la US 62 jusqu'à Corning, où elle continue seule jusqu'à la frontière avec le Missouri.

### Missouri
La US 67 entre au Missouri au sud de Neelyville. Elle se dirige vers le nord et, à la jonction avec la US 160, prend une forme autoroutière pour constituer le tracé de la Future I-57. Elle se dirige vers le nord-est et, au nord-ouest de Poplar Bluff, rencontre la US 60. La US 67 bifurque vers le nord, en multiplex avec la US 60 alors que cette dernière se dirige vers l'est, reprenant le flambeau de la Future I-57. La US 67 passe alors par Greenville, Fredericktown, Farmington, Park Hills et Bonne Terre avant d'atteindre Festus. Elle y rencontre la US 61 et les deux routes s'intègrent le long du Mississippi en traversant Crystal City, Herculaneum et Mehlville, au sud de Saint-Louis. À Mehlville, les routes rencontrent la US 50 et forment un multiplex avec celle-ci. À la jonction avec l'I-44, au sud-ouest de Saint-Louis, la US 50 quitte le multiplex et la US 61 / US 67 se poursuit vers le nord. La route passe par Kirkwood, Frontenac, Saint Ann, Florissant et Old Jamestown, toutes des banlieues de Saint-Louis. La route passe par West Alton et atteint le Mississippi, frontière avec l'Illinois. Elle traverse ainsi le fleuve.

### Illinois
La US 67 entre en Illinois à Alton, après avoir traversé le Mississippi. Elle passe ensuite dans l'ouest de l'état en traversant les villes de Jerseyville, Forgottonia, Jacksonville, Beardstown, Macomb et Monmouth. Après avoir passé par cette ville, elle se continue vers le nord jusqu'à Rock Island. Elle traverse la ville et arrive à la rive du Mississippi, qu'elle traverse pour entrer en Iowa.

### Iowa

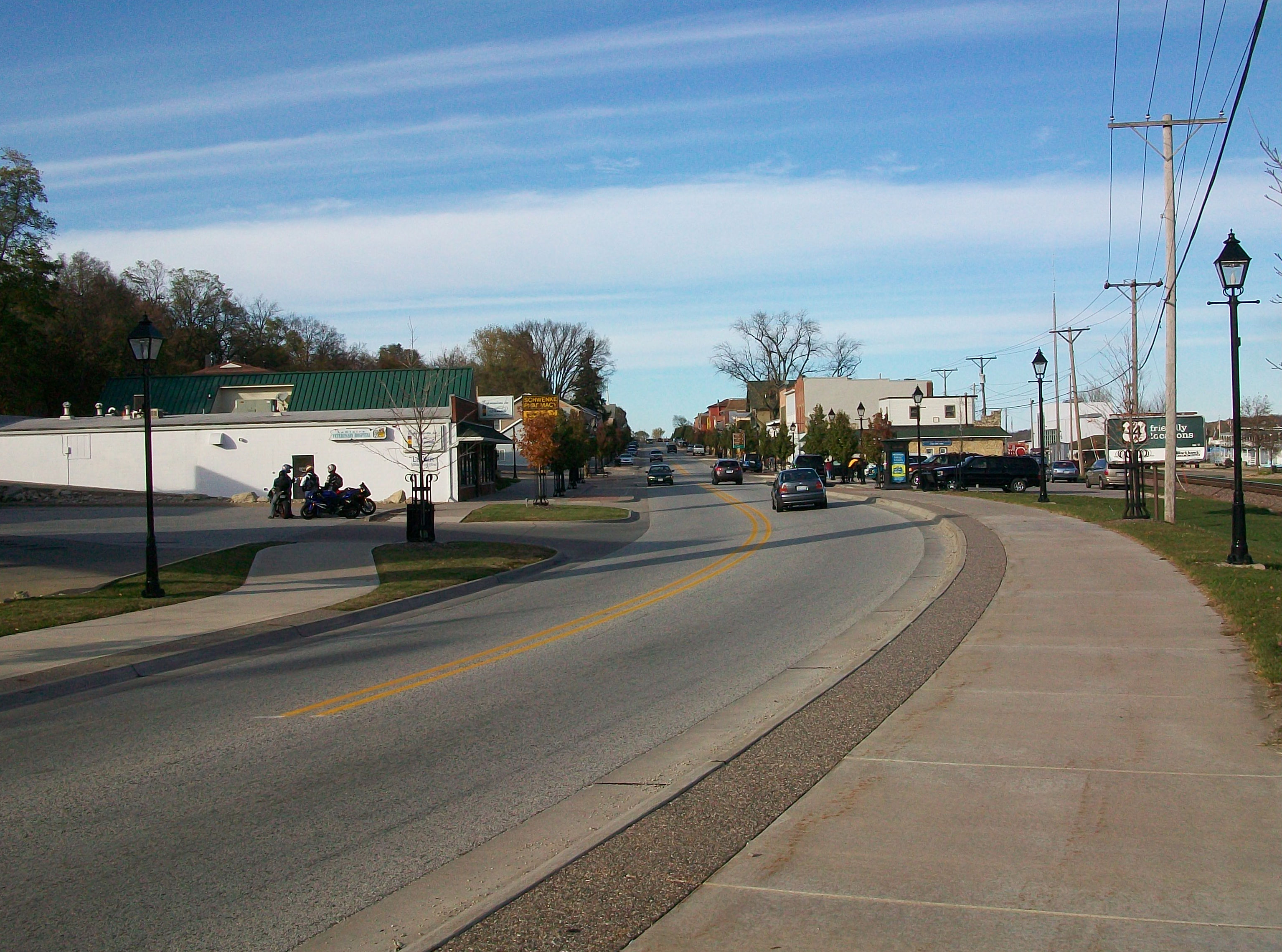
US 67 à Le Claire

La US 67 entre en Iowa à Davenport. Elle longe le Mississippi en traversant Davenport, Bettendorf, Riverdale et Le Claire. À Le Claire, elle bifurque vers le nord, tout en longeant toujours le Mississippi. Elle passe par Princeton, Camanche, Clinton et se termine à l'ouest de Sabula à l'endroit où la US 52 continue vers l'est en direction de la ville.

## Intersections majeures
Texas
 Pont international Presidio–Ojinaga à Presidio
 US 90 à Marfa. Les routes forment un multiplex jusqu'au nord-est d'Alpine.
 I-10 à l'ouest de Fort Stockton. Les routes forment un multiplex jusqu'à l'est de Fort Stockton.
 US 285 à Fort Stockton
 US 385 à Fort Stockton. Les routes forment un multiplex jusqu'à McCamey.
 US 87 / US 277 à San Angelo. La US 67 / US 277 forment un multiplex jusqu'au nord-est de San Angelo.
 US 83 à Ballinger. Les routes forment un multiplex jusqu'au nord-est de Ballinger.
 US 84 / US 283 à Santa Anna. La US 67 / US 84 forment un multiplex jusqu'à Early. La US 67 / US 283 forment un multiplex dans la ville.
 US 377 à Brownwood. Les routes forment un multiplex jusqu'à Stephenville.
 US 183 à Early. Les routes forment un multiplex dans la ville.
 US 281 à Stephenville
 I-35W à Alvarado
 US 287 à Midlothian
 I-20 à Dallas
 I-35E à Dallas. Les routes forment un multiplex dans la ville.
 I-30 à Dallas. Les routes forment un multiplex jusqu'à l'est de Sulphur Springs.
 I-45 / I-345 / US 75 à Dallas
 US 80 aux limites entre Dallas et Mesquite
 I-635 à Mesquite
 Pres. George Bush Turnpike à Garland
 US 69 / US 380 à Greenville
 US 271 à Mount Pleasant
 US 259 à Omaha
 I-369 / US 59 à Texarkana
 US 82 à Texarkana. Les routes forment un multiplex jusqu'à Texarkana, Arkansas.
 US 71 à la frontière avec l'Arkansas. Les routes forment un multiplex jusqu'à Texarkana, Arkansas.
Arkansas
 I-30 au nord-est de Mandeville
 US 278 à Hope
 US 371 à Prescott. Les routes forment un multiplex dans la ville.
 US 270 à l'est de Perla
 I-30 au nord-ouest de Traskwood
 I-30 / US 70 au sud-est de Benton. Les routes forment un multiplex jusqu'à North Little Rock.
 I-430 à Little Rock
 I-530 / I-440 / US 65 / US 167 à Little Rock. La US 65 / US 67 forment un multiplex jusqu'à North Little Rock. La US 67 / US 167 forment un multiplex jusqu'à Bald Knob.
 I-630 à Little Rock
 I-40 / Future I-57 à North Little Rock. L'I-40 / US 67 forment un multiplex dans la ville. L'I-57 / US 67 formeront un multiplex jusqu'au nord-ouest de Poplar Bluff, Missouri.
 US 64 à Beebe. Les routes forment un multiplex jusqu'à Bald Knob.
 US 63 à Hoxie. Les routes forment un multiplex jusqu'à Walnut Ridge.
 US 412 à Walnut Ridge
 US 62 à Pocahontas. Les routes forment un multiplex jusqu'à Corning.
Missouri
 US 160 à l'est de Fairdealing
 US 60 au nord-ouest de Poplar Bluff. Les routes forment un multiplex jusqu'au sud de Hendrickson.
 I-55 à Festus
 US 61 à Festus. Les routes forment un multiplex jusqu'aux limites entre Frontenac et Ladue.
 I-255 à Mehlville
 US 50 à Mehlville. Les routes forment un multiplex jusqu'aux limites entre Sunset Hills et Kirkwood.
 I-55 aux limites entre Concord, Mehlville et Green Park
 I-55 aux limites entre Sunset Hills et Kirkwood
 I-64 / US 40 aux limites entre Frontenac et Ladue
 I-70 à Bridgeton
 I-270 à Hazelwood
Illinois
 I-72 / US 36 au sud-ouest de South Jacksonville
 US 24 à Rushville
 US 136 à l'est de Macomb. Les routes forment un multiplex jusqu'à Macomb.
 US 34 au sud de Monmouth. Les routes forment un multiplex jusqu'à Monmouth.
Iowa
 I-74 / US 6 à Bettendorf
 I-80 à Le Claire
 US 30 à Clinton. Les routes forment un multiplex dans la ville.
 US 52 à l'ouest de Sabula

## Routes auxiliaires
- US 167, route sud-nord reliant Abbeville, Louisiane à Ash Flat, Arkansas.